# 쉐보레 콜벳 C5
쉐보레 콜벳 C5(영어: Chevrolet Corvette C5)는 쉐보레에서 1997년부터 2004년까지 생산했던 스포츠카이다.

## 개요
선행 차량에서 크게 달라진 점은 특히 컨버터블 바디 스타일을 위해 개선된 구조적 플랫폼을 제공하는 디자인인 하이드로포밍 박스 프레임이었다. 핸들링을 개선하기 위해 트랜스미션을 재배치하여 통합된 후면 장착 트랜스액슬 어셈블리를 형성했다. 토크 튜브를 통해 완전히 새로운 LS1 엔진에 연결된 엔진/변속기 배열은 50-50% 전후 무게 배분을 가능하게 했다. LS1 엔진은 처음에 345 hp (257 kW)를 생산했으며, 이후 2001년에 350 hp (261 kW)로 증가했다. 4L60-E 자동 변속기는 이전 모델에서 이월되었지만 수동은 최고 속도 175 mph (282 km/h)가 가능한 보그-워너 T-56 6단으로 대체되었다. C4에 비해 새로운 플랫폼과 구조적 디자인은 삐걱거리는 소리와 덜거덕거리는 소리를 상당히 줄였다.

## Z06

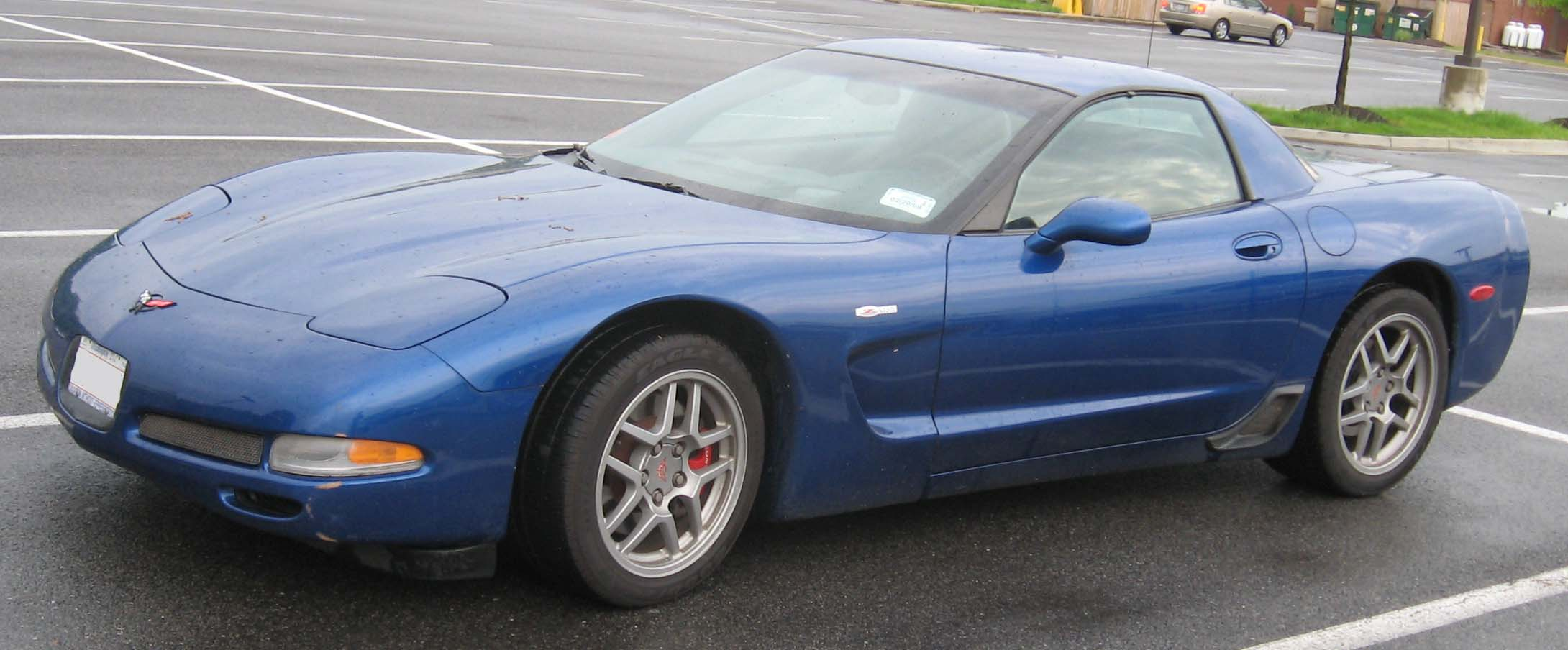
쉐보레 콜벳 C5 Z06, 리어 휠 앞의 독특한 블랙 브레이크 덕트와 고정 루프 쿠페 바디 스타일

ZR-1의 후속 모델은 2001년 Z06으로 데뷔하여 1960년대 C2 코르벳의 고성능 Z06 버전에 경의를 표했다. Z06은 385 hp (390 PS; 287 kW)의 더 높은 출력을 제공하는 표준 LS1 엔진(LS6으로 지정)의 조정된 버전을 사용한다. 전체 출력은 이전 후기 모델 ZR-1보다 적었지만 Z06은 훨씬 더 가벼워 최고 속도를 제외한 모든 범주에서 ZR-1을 능가할 수 있었다. 또한 ZR-1보다 훨씬 저렴하다. Z06의 총 전비중량은 3,118 lb (1,414 kg)였다. Z06 모델은 6단 수동 변속기만 사용할 수 있었다.

## 알려진 문제
밸브 스프링 고장은 2002년 후반 생산부터 2003년 중반까지 Z06에 영향을 미치는 것으로 알려져 있으며 스프링 자체가 파손되어 밸브가 실린더로 떨어져 큰 손상을 일으킬 수 있다.

## C5 R
프랫 앤 밀러가 GM 레이싱을 위해 제작한 경주용 자동차이며 C5 로드카를 기반으로 했지만 더 긴 축간거리, 더 넓은 트랙, 확대된 7.0 L V8 및 노출된 헤드램프와 함께 다른 차체를 가지고 있다. GTS 클래스의 아메리칸 르망 시리즈에 참가했으며 르망 24시간 레이스에 4번 참가했다.

## 같이 보기
- 쉐보레 콜벳